# Joseph van der Elst
Pour les articles homonymes, voir Van der Elst.
Joseph van der Elst (1896-1971) est un diplomate, collectionneur d'art et écrivain belge de langue française.

## Éléments biographiques
Van der Elst est issu de la famille Van der Elst : il est le fils du baron Léon van der Elst (nl) (1856-1933) et de Marie van Vessem (1866-1960), membre de la famille Van Vessem (nl). Il fut au service diplomatique de la Belgique notamment à Washington, Vienne, San Francisco, Lisbonne et Rome. Il épousa une Américaine, Allison Campbell-Roebling (1907-2000), avec qui il eut cinq enfants.
Van der Elst était un collectionneur d'art. Sa collection était principalement composée de Primitifs flamands, entre autres Hans Memling (Portrait d'un homme), Jérôme Bosch, le Maître de la Légende de sainte Lucie, le Maître de la Légende de sainte Catherine, le Maître de la Sibylle tiburtine et le Maître de Francfort. Après sa mort, la collection passa au plus jeune de ses fils, François van der Elst, à Genève. Une partie d'entre elle fut mise aux enchères chez Sotheby's à Londres en 2001 puis à New York en 2002.

## Œuvres
- The Last Flowering of the Middle Age, 1945
- Les Trois Madones et autres contes flamands, 1950
- Six contes, six tableaux, 1951
- L'Âge d'or flamand, 1951
- O noivo do chapeu grande e outros contos, 1951 (avec Arthur Mauricio)
- La Belgique, 1951
- Le Portugal, 1952[1]
- Florence, 1953